# 彩虹道遊樂場

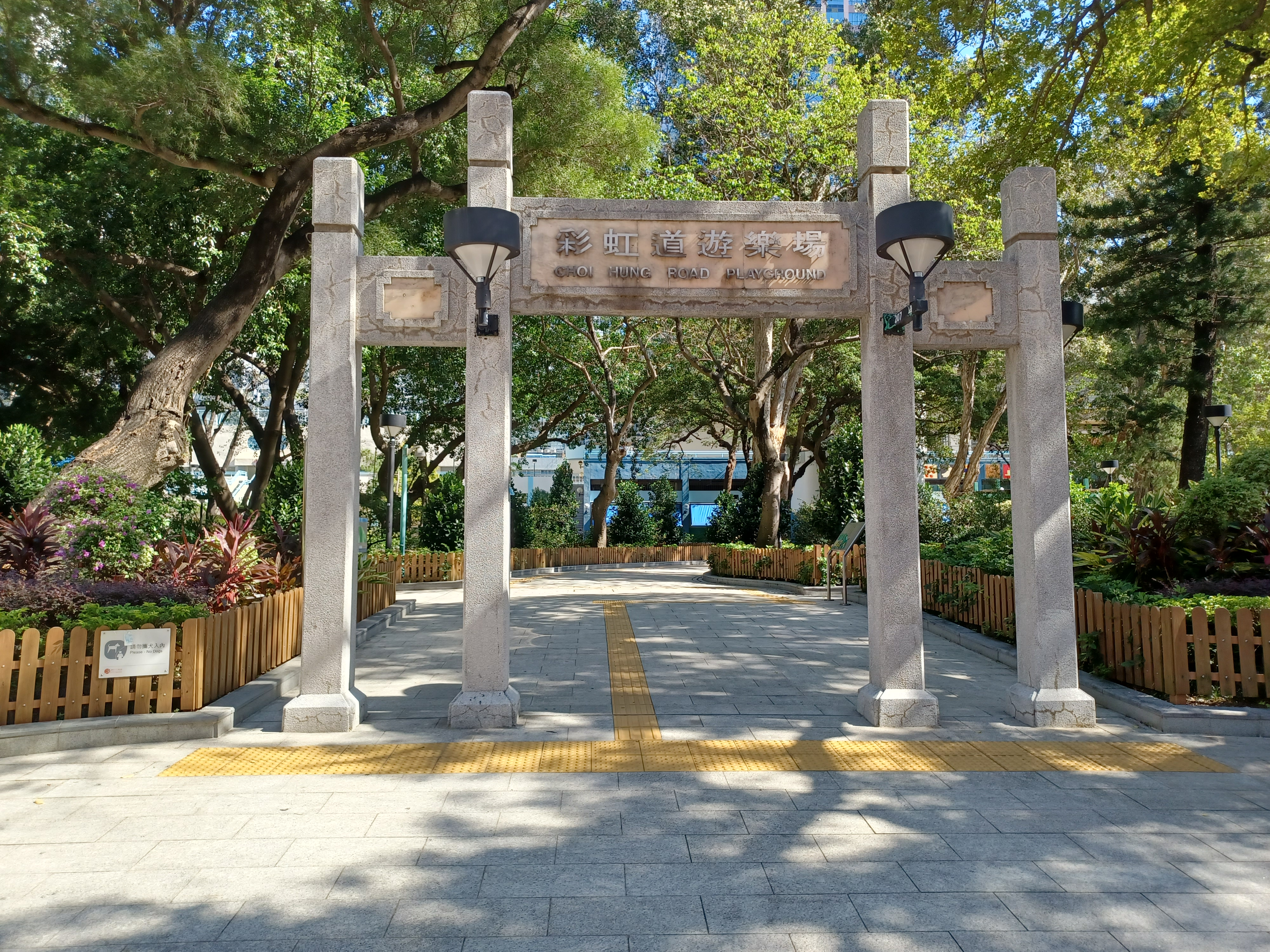
彩虹道遊樂場牌坊

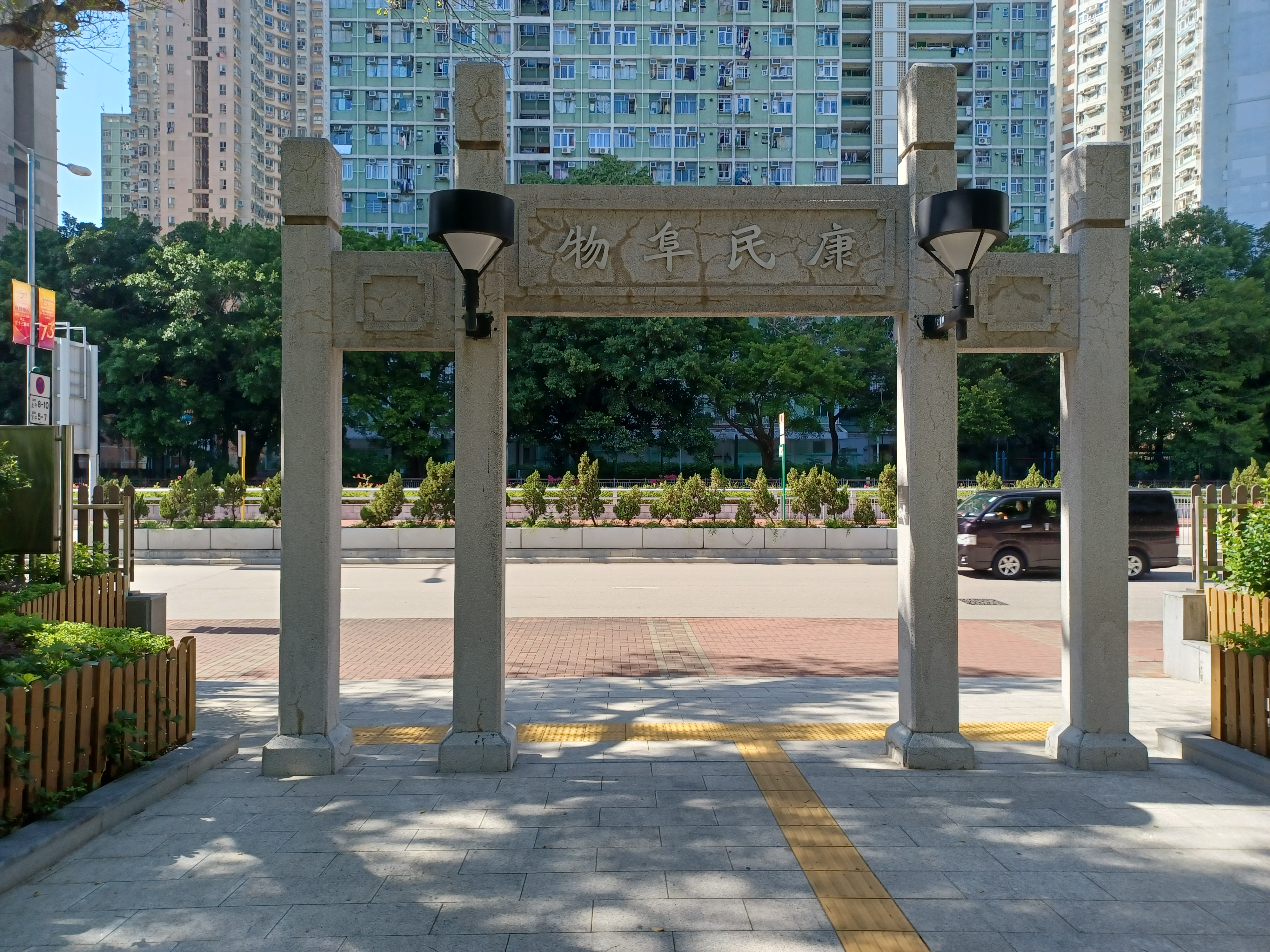
彩虹道遊樂場牌坊背面

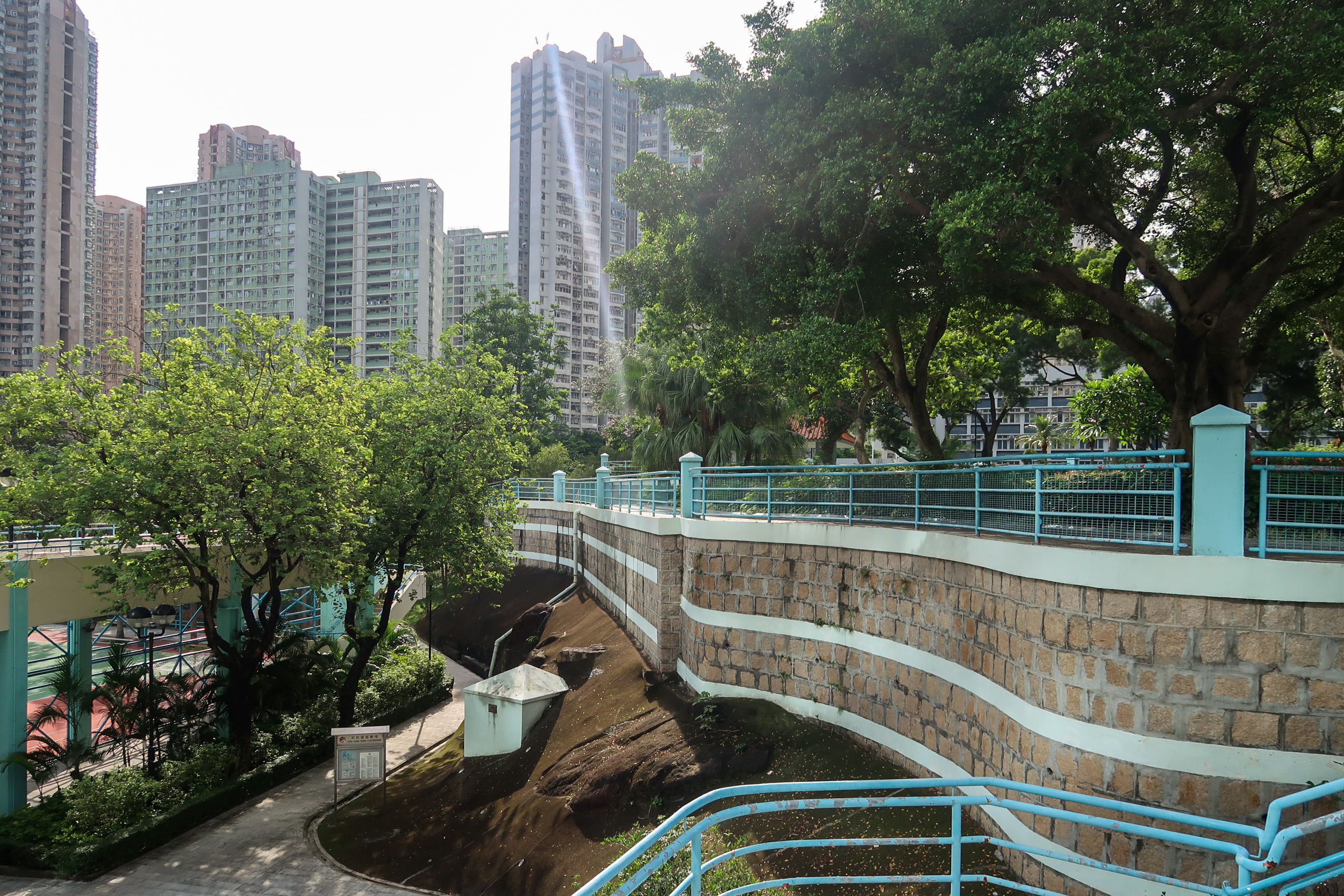
遊樂場內的外圍麻石牆被指為啟德遊樂場的遺跡

彩虹道遊樂場（英語：Choi Hung Road Playground）位於香港九龍黃大仙區新蒲崗彩虹道，由康樂及文化事務署管理。遊樂場建於1988年，由市政局耗資5940萬元興建。原址曾是蒲崗村、曾富別墅，1942年成為日軍擴建的啟德機場範圍，機場南移後成為於1965年1月開幕、1982年5月結業的啟德遊樂場、亞洲戲院及國寶戲院，只有外圍麻石牆保留。遊樂場附近設有修建彩虹道體育館、彩虹道街市及熟食中心。公園在每天07:00-23:00開放。

## 設施
設施包括滾軸曲棍球場、五人足球場、看台、山頂亭、飛橋、觀景臺、網球場、手球場、籃球場、彩虹道羽毛球中心及天台網球場、卵石路步行徑、棋檯、長者健體站、噴泉。
遊樂場其中一座建築物原本曾經用作香港小童群益會彩虹道圖書館，不過之後一直空置。街市及熟食中心於2022年3月1日關閉。
此外，彩虹道羽毛球中心和彩虹道體育館也在此遊樂場內。其中羽毛球中心有一個可提供六個羽毛球場的主場；體育館則有一個主場，可提供兩個籃球場或排球場，又或者八個羽毛球場。

## 未來發展
2022年1月，時任發展局局長黃偉綸發表網誌，透露彩虹道遊樂場及體育館（包括彩虹道街市）將會有重建計劃，未來會結合其他用途。而彩虹道街市亦因為空置率達41%，已在2022年3月1日關閉。根據2025年的最新規劃，政府將在原址興建一幢政府綜合大樓，新增一個五人足球場，並可兼用作手球場，同時增設室內多用途球場、羽毛球場、多用途活動室、兒童遊戲室、乒乓球室、舞蹈室、健身室。大樓亦設立長者中心、幼兒中心、黃大仙區康健中心，以及重置現時的新蒲崗公共圖書館。

## 外部連結
- 康樂及文化署的官方網站 (繁體中文)
- 1972年：啟德遊樂場的影像
- 2008年11月：亞洲戲院及國寶戲院的遺址的影像
- 2008年11月：啟德遊樂場的遺址的影像